# Jilly Curry
Jillian Mary „Jilly“ Curry (verheiratete Wallace; * 29. November 1963 in Cobham, Surrey) ist eine ehemalige britische Freestyle-Skierin. Sie startete in allen Disziplinen und hatte ihre Stärken in der Kombination und im Aerials (Springen). Sie nahm zweimal an Olympischen Spielen teil und ist mit 29 Podestplätzen, darunter drei Siege, die seit Einführung des Weltcups erfolgreichste Skisportlerin ihres Landes.

## Biografie

### Sportliche Laufbahn
Jilly Curry gab am 28. März 1984 in Tignes ihr Debüt im Freestyle-Skiing-Weltcup. Sie startete anfangs ausschließlich auf der Buckelpiste, konnte sich dabei aber nicht in den Punkterängen klassieren. Im Dezember 1985 nahm sie erstmals an einem Aerials-Wettkampf (Springen) teil und erreichte als Siebente auf Anhieb ein Spitzenergebnis. Bei den ersten Weltmeisterschaften in Tignes bestritt sie alle Disziplinen und erreichte als Fünfte der Kombination und Sechste im Aerials ihre besten Resultate.
Während sie im Ballett vorerst ohne Punkte blieb, etablierte sich Curry in Aerials und Moguls in der erweiterten Weltspitze. In Voss erreichte sie Anfang 1987 als Achte ihr bestes Karriereresultat auf der Buckelpiste und als Dritte der Kombination ihren ersten Weltcup-Podestplatz. In der Moguls-Disziplinenwertung belegte sie mit Rang 15 ein Karrierehoch, in der Kombination gehörte sie erstmals zu den vier besten des Winters. Dieses Niveau konnte sie in der folgenden Saison halten und im Gesamtweltcup erstmals unter die besten zehn vordringen. Bei den Weltmeisterschaften am Oberjoch blieb sie hinter den Erwartungen zurück und belegte die Ränge 16 in Aerials und Moguls sowie 21 im Ballett.
Nachdem sie in den Weltcup-Kombinationen oft hinter Konkurrentinnen wie Conny Kissling, Melanie Palenik oder Meredith Gardner auf Platz vier zurückgelegen war, konnte sich Curry in der Saison 1989/90 bedeutend verbessern. Nach vier Podestplätzen feierte sie am Saisonende in La Clusaz den ersten Weltcupsieg ihrer Karriere. In der Kombinationswertung musste sie sich als Zweite nur Kissling geschlagen geben und auch im Gesamtweltcup rückte sie dank erster Ballettpunkte unter die besten vier vor. In der ersten Hälfte des folgenden Winters belegte sie in sechs von sieben Kombinationen Podestplätze – in La Plagne gewann sie – und reiste als Mitfavoritin zu den Weltmeisterschaften in Lake Placid. Dort verpasste sie die Medaillenränge als Vierte knapp. Nach der WM gelang ihr als Aerials-Zweite in La Clusaz die erste Podiumsplatzierung in einer Einzeldisziplin. Während sie ihren zweiten Platz in der Kombinations-Disziplinenwertung verteidigen konnte, erreichte sie als Gesamtweltcup-Zweite hinter Kissling eine Karrierebestleistung.
Anfang Februar 1992 feierte Curry am Oberjoch ihren dritten und letzten Weltcupsieg. Bei den darauffolgenden Olympischen Spielen von Albertville schrammte sie als Vierte im Aerials-Demonstrationswettbewerb erneut an einer Medaille vorbei. Auf der Buckelpiste schaffte sie mit Platz 15 das beste reguläre Olympiaresultat ihrer Laufbahn. Ein Jahr später blieb sie als Kombinationsfünfte bei den Weltmeisterschaften in Altenmarkt-Zauchensee wieder ohne Edelmetall. Im Rahmen ihres letzten Großereignisses, den Olympia in Lillehammer, erreichte sie mit einem „Full-full“, einem zweifach geschraubten Rückwärtssalto, Aerials-Rang 21. Im März 1994 bestritt sie in Meiringen-Hasliberg ihren letzten von insgesamt 296 Weltcups.

### Privatleben
Jilly ist die Tochter von Peter Curry (1921–2010), der 1948 im Hindernislauf an den Olympischen Sommerspielen in London teilgenommen hatte. Sie ist seit 1990 mit ihrem ehemaligen Teamkollegen und späteren Trainer der britischen Aerials-Nationalmannschaft, Robin „Wally“ Wallace, verheiratet.
Die beiden leben in Semley in der Grafschaft Wiltshire und haben zwei gemeinsame Kinder. Sohn Lloyd Wallace (* 1995) ist ebenfalls Aerials-Skier und nahm als Olympionike in dritter Generation zweimal an Winterspielen teil.
Wallace ist in der Sportart Laser Run aktiv. 2022 gewann die amtierende britische Meisterin in Lissabon sowohl im Einzel als auch in der Mixed-Staffel WM-Gold in ihrer Altersgruppe.

## Erfolge

### Olympische Spiele
- Albertville 1992: 4. Aerials, 13. Ballett (Demonstrationswettbewerbe), 15. Moguls
- Lillehammer 1994: 21. Aerials

### Weltmeisterschaften
- Tignes 1986: 5. Kombination, 6. Aerials, 13. Moguls, 27. Ballett
- Oberjoch 1989: 16. Aerials, 16. Moguls, 21. Ballett
- Lake Placid 1991: 4. Kombination, 11. Aerials, 20. Moguls, 21. Ballett
- Altenmarkt-Zauchensee 1993: 5. Kombination, 16. Moguls, 20. Aerials, 23. Ballett

### Weltcupwertungen
| Saison  | Gesamt | Gesamt | Aerials | Aerials | Moguls | Moguls | Ballett | Ballett | Kombination | Kombination |
| Saison  | Platz  | Punkte | Platz   | Punkte  | Platz  | Punkte | Platz   | Punkte  | Platz       | Punkte      |
| ------- | ------ | ------ | ------- | ------- | ------ | ------ | ------- | ------- | ----------- | ----------- |
| 1985/86 | 21.    | 6      | 8.      | 28      | –      | –      | –       | –       | 7.          | 7           |
| 1986/87 | 18.    | 7      | 18.     | 4       | 15.    | 11     | –       | –       | 4.          | 31          |
| 1987/88 | 9.     | 10     | 12.     | 33      | 20.    | 1      | –       | –       | 4.          | 35          |
| 1988/89 | 14.    | 9      | 14.     | 22      | 19.    | 3      | –       | –       | 4.          | 35          |
| 1989/90 | 4.     | 11     | 14.     | 15      | 21.    | 1      | 15.     | 13      | 2.          | 40          |
| 1990/91 | 2.     | 14     | 6.      | 59      | 26.    | 1      | 20.     | 7       | 2.          | 55          |
| 1991/92 | 3.     | 13     | 8.      | 43      | –      | –      | 18.     | 10      | 3.          | 55          |
| 1992/93 | 3.     | 132    | 17.     | 340     | 24.    | 236    | 16.     | 392     | 4.          | 536         |
| 1993/94 | 41.    | 49     | 20.     | 324     | 36.    | 68     | –       | –       | –           | –           |

### Weltcupsiege
Curry errang im Weltcup 29 Podestplätze, davon 3 Siege:
| Datum            | Ort       | Land        | Disziplin   |
| ---------------- | --------- | ----------- | ----------- |
| 16. März 1990    | La Clusaz | Frankreich  | Kombination |
| 2. Dezember 1990 | La Plagne | Frankreich  | Kombination |
| 2. Februar 1992  | Oberjoch  | Deutschland | Kombination |

### Weitere Erfolge
- mehrere britische Meistertitel in den Disziplinen Aerials, Ballett, Moguls und Kombination
- 2 Kombinations-Medaillen bei Europameisterschaften (Bronze 1987, Silber 1990)